# Souffian El Karouani
Souffian El Karouani (arabisch سفيان الكرواني, DMG Sufyān al-Karawānī; * 19. Oktober 2000 in ’s-Hertogenbosch, Niederlande) ist ein marokkanisch-niederländischer Fußballspieler.

## Karriere

### Klub
Er startete und spielte in der Jugend unter anderem bei USV Elinkwijk, bevor er zur Saison 2017/18 in die U19 von NEC Nijmegen wechselte. Hier wechselte er zur Saison 2019/20 fest in die erste Mannschaft. Im Sommer 2023 wechselte El Karouani zum FC Utrecht.

### Nationalmannschaft
Seinen ersten bekannten Einsatz für die marokkanische A-Nationalmannschaft hatte er am 9. Oktober 2021 bei einem 3:0-Sieg über Guinea-Bissau während der Qualifikation für die Weltmeisterschaft 2022. Hier wurde er zur 82. Minute für Adam Masina eingewechselt.